# Elisenda Vives Balmaña

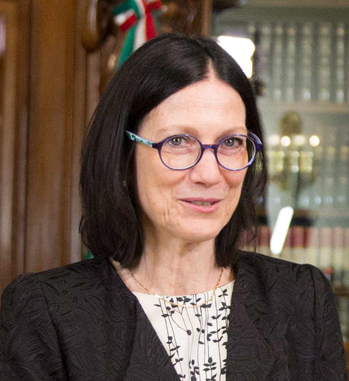
Elisenda Vives Balmaña, 2017

Elisenda Vives Balmaña es una diplomática andorrana que se ha desempeñado como representante permanente del país ante las Naciones Unidas desde noviembre de 2015. 

## Temprana edad y educación
Vives nació en Barcelona, España. Es licenciada en filosofía y letras en la Universidad Autónoma de Barcelona, tiene un máster en estudios de género en la Universidad de Barcelona, un máster en estudios de Asia Oriental y un postgrado en política comparada por la Universidad Abierta de Cataluña, un postgrado en derecho andorrano por la Universidad de Andorra y un doctorado en historia por la Universidad Autónoma de Barcelona.

## Carrera
Vives fue profesora de geografía e historia antes de trabajar para el Ministerio de Asuntos Exteriores del principado desde 1992 hasta 2001. Fue embajadora de Andorra en Italia y Marruecos desde 2000 hasta 2001.
Vives fue Jefe de Protocolo y Asuntos Administrativos del Consejo General desde 2001 hasta 2015. También fue presidenta de la Comisión Nacional de Andorra para la UNESCO desde 2012 hasta 2015.
Fue nombrada Representante Permanente de Andorra ante la ONU por el primer ministro Antoni Martí el 3 de noviembre de 2015. El 2 de marzo de 2016, también fue nombrada embajadora de Andorra en los Estados Unidos, Canadá y México.
El 30 de noviembre de 2016, Vives y su homólogo de Sri Lanka, A. Rohan Perera, firmaron un comunicado conjunto que establece relaciones diplomáticas entre los dos países. El 24 de marzo de 2017, ella presentó oficialmente los documentos en nombre de Andorra a la ONU que ratificaron el Acuerdo de París.

## Vida personal
Vives está casada con Eudald Guillamet Anton y habla cuatro idiomas: catalán, español, francés e inglés.